# Флаг Малави
Государственный флаг Малави (англ. Flag of Malawi, ньянджа Mbendera ya Malaŵi) — принят 6 июля 1964 года. Представляет собой прямоугольное полотнище с тремя горизонтальными полосами чёрного, красного и зелёного цветов. В середине чёрной полосы изображено красное солнце с 31 лучом. Флаг повторно утверждён 28 мая 2012 года.

## Описание и символика
Основные цвета государственного флага Малави: чёрный, красный, зелёный. Основу флагу составляют цвета, присутствующие на флаге Партии Конгресса Малави (англ. Malawi Congress Party), которая привела страну к независимости.
Цвета имеют следующее значение:
- Чёрный цвет символизирует население Африки.
- Красный цвет олицетворяет кровь, пролитую борцами за свободу Африки.
- Зелёный цвет символизирует неувядающую природу Малави[2].

## Исторические флаги

Флаг Британского протектората Центральной Африки 23 февраля 1893 — 11 мая 1914
Флаг Ньясаленда 11 мая 1914 — 12 декабря 1919
Флаг Ньясаленда 12 декабря 1919 — 6 сентября 1953 31 декабря 1963 — 6 июля 1964
Флаг Федерации Родезии и Ньясаленда 7 сентября 1953 — 31 декабря 1963
Флаг Малави 29 июля 2010 — 28 мая 2012

В июле 2010 года президентом Малави Бингу ва Мутарикой была инициирована смена флага, на котором чёрный и красный цвета поменялись местами, а вместо красного восходящего солнца изображено уже взошедшее белое. Власти считали, что это должно было стать отражением прогресса, который страна сделала после получения независимости от Великобритании. Многим жителям не понравилось изменение флага и начались протесты; он был уничижительно прозван «флагом Бингу».
5 апреля 2012 года президент Мутарика умер, а 28 мая при новом президенте Джойсе Банде парламент проголосовал за возврат к прежнему флагу.

## Иные флаги

Штандарт президента Малави
Штандарт генерал-губернатора Малави 4 июля 1964 — 4 июля 1966